# August Eckel
Konrad August Eckel (* 16. Februar 1896 in Willersdorf; † 21. November 1978 in Marburg) war Landrat des Landkreises Marburg und  Abgeordneter des Kurhessischen Kommunallandtages des Regierungsbezirks Kassel.

## Leben
August Eckel wurde als Sohn des Landwirts Johann Peter Heinrich Eckel und dessen Gemahlin Martha Elisabeth Finger geboren. Nach dem Abitur am Gymnasium in Frankenberg studierte er Staatswissenschaften und Volkswirtschaft an der Philipps-Universität Marburg und Johann Wolfgang Goethe-Universität Frankfurt am Main. Er musste Kriegsdienst leisten und wurde Artillerieleutnant. 1919 trat er in die SPD ein. In Marburg verdiente er seinen Lebensunterhalt als Volksschullehrer und später Diplom-Handelslehrer. Eckel kam in die Stadtverordnetenversammlung und wurde 1929 Vorsitzender der SPD-Fraktion. Als Nachfolger des Abgeordneten Eugen Kaiser kam er in den 65. Kurhessischen Kommunallandtag. Am 25. Juni 1933 wurde er von den Nationalsozialisten in Schutzhaft genommen und aus dem Schuldienst entlassen. Von 1934 bis 1940 betätigte er sich als Versicherungsagent. Nach dem Krieg wurde er Leiter der Marburger Stadtwerke und am 24. Oktober 1945 von der Militärregierung als Landrat des Landkreises Marburg eingesetzt. In diesem Amt blieb er bis zu seiner Verabschiedung in den Ruhestand am 30. Juni 1966.